# Capitoli di Pandora Hearts

Copertina del primo volume dell'edizione italiana, raffigurante il protagonista Oz Vessalius

Questa è la lista dei capitoli della serie manga Pandora Hearts, scritta e disegnata da Jun Mochizuki e serializzata sulla rivista mensile shōnen GFantasy della Square Enix da giugno 2006 a marzo 2015. In Giappone i singoli capitoli sono stati raccolti in ventiquattro volumi tankōbon, che sono stati pubblicati tra il 27 ottobre 2006 e il 27 giugno 2015. Sul suolo italiano i diritti della serie sono stati acquistati dalla Star Comics, che ha pubblicato tutti i volumi entro marzo 2016. L'opera è stata concessa in licenza anche alla Yen Press in America del Nord, alla Elex Media Komputindo in Indonesia e alla Ki-oon in Francia.
Un adattamento anime di venticinque episodi della Xebec, acquistato dalla Yamato Video nel 2012, è stato trasmesso in Giappone dal 2 aprile al 24 settembre 2009. La serie televisiva è andata in onda sui canali TBS, BS-TBS, CBC ed MBS e nove OAV sono stati prodotti tra il 24 luglio 2009 e il 25 marzo 2010.

## Volumi 1–10
| 1  | 27 ottobre 2006 | ISBN 978-4-7575-1808-7 | 2 novembre 2012  | ISBN 978-88-6420-503-8 |
| 1  | Capitoli - Retrace I: "Innocent Calm" - Calma innocente (罪なき平穏?, Tsumi naki heion) - Retrace II: "Tempest of Conviction" - La tempesta della condanna (断罪の嵐?, Danzai no arashi) - Retrace III: "Prisoner&Alichino" - Il giovane che ha perso la strada e il coniglio nero (迷い子と黒うさぎ?, Mayoigo to kuro usagi) - Retrace IV: "Rendezvous" - Il posto all'ombra del sole mattutino (朝日影の場所?, Asahi kage no basho)                                                                                                 |                        |                  |                        |
| 2  | 27 marzo 2007 | ISBN 978-4-7575-1979-4 | 3 dicembre 2012  | ISBN 978-88-6420-504-5 |
| 2  | Capitoli - Retrace V: "Clockwise Doom" - Incubo in senso orario (時計回りの悪夢?, Tokei mawari no akumu) - Retrace VI: "Where am I?" - Posizione attuale sbagliata (食い違った現在地?, Kui chigatta genzaichi) - Retrace VII: "Reunion" - Di nuovo insieme (再会、再び?, Saikai, futatabi) - Retrace VIII: "Whisperer" - Richiamo dall'abisso (深淵からの呼び声?, Shin'en kara no yobigoe) - Retrace IX: "Question" - La domanda dell'eremita (隠者の問い掛け?, Inja no toikake)                                                      |                        |                  |                        |
| 3  | 27 luglio 2007 | ISBN 978-4-7575-2062-2 | 2 gennaio 2013   | ISBN 978-88-6420-505-2 |
| 3  | Capitoli - Retrace X: "Malediction" - Le parole maledette (呪いの言葉?, Noroi no kotoba) - Retrace XI: "Grim" - Ombre che si sovrappongono (重なる影?, Kasanaru kage) - Retrace XII: "Where am I?" - Il suono trapelato (零れ落ちた音?, Kobore ochita oto) - Retrace XIII: "A Lost Raven" - Un corvo abbandonato (堕とされた鴉?, Otosareta karasu) |                        |                  |                        |
| 4  | 27 dicembre 2007 | ISBN 978-4-7575-2193-3 | 1º febbraio 2013 | ISBN 978-88-6420-506-9 |
| 4  | Capitoli - Retrace XIV: "Lop Ear" - Il coniglio dalle orecchie penzoloni (垂れ耳ウサギ?, Tare mimi usagi) - Retrace XV: "Welcome to labyrinth" - Il paese dello specchio (鏡の国?, Kagami no kuni) - Retrace XVI: "Keeper of the secret" - L'abitante del ricordo distorto (歪んだ記憶の住人?, Yuganda kioku no jūnin) - Retrace XVII: "Odds and Ends" - Le sopravvivenze di smeraldo (翠玉の残滓?, Suigyoku no zanshi) - Retrace XVIII: "Hollow eye socket" - Il diavolo dall'occhio rosso (紅き隻眼の悪魔?, Akaki sekigan no akuma) |                        |                  |                        |
| 5  | 26 aprile 2008 | ISBN 978-4-7575-2272-5 | 1º marzo 2013    | ISBN 978-88-6420-507-6 |
| 5  | Capitoli - Retrace XIX: "Detestably" - Il mondo rosso (あかいろのせかい?, Akai ro no sekai) - Retrace XX: "Who killed poor Alice?" - Parole per chi (誰がための言葉?, Dare ga tame no kotoba) - Retrace XXI: "Discord" - Il suono incrinato (ひび割れの音?, Hibiware no oto) - Retrace XXII: "His name is..." - L'eroe e il ragazzo (英雄と少年?, Eiyū to shōnen) |                        |                  |                        |
| 6  | 27 agosto 2008 | ISBN 978-4-7575-2367-8 | 2 aprile 2013    | ISBN 978-88-6420-508-3 |
| 6  | Capitoli - Retrace XXIII: "Conflict" - Il gioco del convalescente (愚者のたわぶれ?, Gusha no tawabure) - Retrace XXIV: "Hello my sister!" - La melodia nostalgica (懐旧の旋律?, Kaikyū no senritsu) - Retrace XXV: "Elliot&Leo" - Sulla morte di un certo servitore (とある従者の死について?, Toaru jūsha no shi ni tsuite) - Retrace XXVI: "The pool of Tears" - Il lago di lacrime (涙の池?, Namida no ike) |                        |                  |                        |
| 7  | 27 dicembre 2008 | ISBN 978-4-7575-2454-5 | 2 maggio 2013    | ISBN 978-88-6420-601-1 |
| 7  | Capitoli - Retrace XXVII: "Get out of the pool" - Il passo (その一歩?, Sono ippo) - Retrace XXVIII: "Modulation" - Il suono che va e viene (うつりゆく音?, Utsuri yuku oto) - Retrace XXIX: "Rufus Barma" - L'eccentrico dell'opera (オペラ座の変人?, Opera za no henjin) - Retrace XXX: "Snow White Chaos" - L'oscurità del bianco (純白のくろ?, Junpaku no kuro) |                        |                  |                        |
| 8  | 27 marzo 2009 | ISBN 978-4-7575-2526-9 | 3 giugno 2013    | ISBN 978-88-6420-602-8 |
| 8  | Capitoli - Retrace XXXI: "Countervalue of loss" - Il prezzo della perdita (喪失の対価?, Sōshitsu no taika) - Retrace XXXII: "Snow Dome" - Il rosso del figlio del diavolo (禍罪の紅?, Magatsumi no kurenai) - Retrace XXXIII: "Echo of Noise" - L'amore azzurro (あおが抱くおもい?, Ao ga daku omoi) - "Capitolo Autoconclusivo Speciale" |                        |                  |                        |
| 9  | 27 luglio 2009 | ISBN 978-4-7575-2631-0 | 3 luglio 2013    | ISBN 978-88-6420-603-5 |
| 9  | Capitoli - Retrace XXXIV: "Noise of Echo" - L'incantesimo del filo raggomitolato (操り糸の呪縛?, Ayatsuri ito no jubaku) - Retrace XXXV: "Madness of lost memory" - Passo instabile (ゆらぐ足元?, Yuragu ashimoto) - Retrace XXXVI: "Sabriè" - La città sulla sabbia (砂上の街?, Sajō no machi) - Retrace XXXVII: "Glen Baskerville" - Al termine della melodia (せんりつの果てに?, Senritsu no hate ni) |                        |                  |                        |
| 10 | 27 novembre 2009 | ISBN 978-4-7575-2735-5 | 1º agosto 2013   | ISBN 978-88-6420-604-2 |
| 10 | Capitoli - Retrace XXXVIII: "Scapegoat" - Il braccio che mi afferra (縋り付く腕?, Sugari tsuku ude) - Retrace XXXIX: "Gate of Blackness" - Il richiamo dell'oscurità (誘われる闇?, Sasowareru yami) - Retrace XL: "Blindness" - Il dolore silenzioso (ムオンノイタミ?, Muon no itami) - Retrace XLI: "Where am I?" - Nuvole di polvere, vento calmo (砂塵 静風?, Sajin seifū) |                        |                  |                        |

## Volumi 11–20
| 11 | 27 marzo 2010 | ISBN 978-4-7575-2833-8 | 4 settembre 2013 | ISBN 978-88-6420-635-6 |
| 11 | Capitoli - Retrace XLII: "Stray" - La somma negativa (負の加算?, Fu no kasan) - Retrace XLIII: "Crown of Clown" - La catena invisibile (不可視の鎖?, Fukashi no kusari) - Retrace XLIV: "Dusty sky" - Oltre le nuvole scure (暗雲の先に?, An un no saki ni) - Retrace XLV: "Queen of Hurts" - Il cacciatore di teste (首を狩る者?, Kubi wo karu mono)                                                                                |                        |                  |                        |
| 12 | 27 luglio 2010 | ISBN 978-4-7575-2947-2 | 3 ottobre 2013   | ISBN 978-88-6420-722-3 |
| 12 | Capitoli - Retrace XLVI: "Persona" - La maschera dorata (金色の上の仮面?, Kin iro no ue no kamen) - Retrace XLVII: "Unbirthday" - Il giorno in cui non sei nato (うまれてこなかった日?, Umarete konakatta hi) - Retrace XLVIII: "Isla = Yura" - Il serpente di quel paese (かの国の蛇?, Kano kuni no hebi) - Retrace XLIX: "Night in gale" - Illuminato dalla luna (月照らすもの?, Tsuki terasu mono)                                |                        |                  |                        |
| 13 | 27 novembre 2010 | ISBN 978-4-7575-3077-5 | 2 novembre 2013  | ISBN 978-88-6420-732-2 |
| 13 | Capitoli - Retrace L: "Reverse Corte" - Il tasto che non suona (鳴らない鍵盤?, Naranai kenban) - Retrace LI: "Lily & Reim" - Le memorie dell'incapace (能無しのメモワール?, Nōnashi no memowāru) - Retrace LII: "Bloody Rites" - Il suono di passi deformato (歪な足音?, Ibitsuna ashioto) - Retrace LIII: "Humpty Dumpty Sat On A Wall" - Humpty Dumpty (ハンプティダンプティ?, Hanputi Danputi)                                    |                        |                  |                        |
| 14 | 26 marzo 2011 | ISBN 978-4-7575-3182-6 | 4 dicembre 2013  | ISBN 978-88-6420-806-0 |
| 14 | Capitoli - Retrace LIV: "Blank Smile" - La finta tragedia (偽りの悲劇?, Itsuwari no higeki) - Retrace LV: "Back To Back" - L'oscurità a sinistra (ひだりの闇?, Hidari no yami) - Retrace LVI: "Rabbit Eyes" - Il rosso scarlatto della distruzione (破壊の紅?, Hakai no kurenai) - Retrace LVII: "Humpty Dumpty had a great fall" - Il ricordo rinchiuso (閉鎖の追憶?, Heisa no tsuioku)                                             |                        |                  |                        |
| 15 | 27 luglio 2011 | ISBN 978-4-7575-3304-2 | 2 gennaio 2014   | ISBN 978-88-6420-866-4 |
| 15 | Capitoli - Retrace LVIII: "Puddle of blood" - Il nome che sprofonda (沈みゆく名前?, Shizumi yuku namae) - Retrace LIX: "Couldn't put Humpty together again" - Elliot Nightray (エリオット・ナイトレイ?, Eriotto Naitorei) - Retrace LX: "Egg Shell" - Perdita (喪失?, Sōshitsu) - Retrace LXI: "Demios" - Il mondo che lui desidera (彼が望む世界?, Kare ga nozomu sekai)                                                            |                        |                  |                        |
| 16 | 26 novembre 2011 | ISBN 978-4-7575-3356-1 | 3 febbraio 2014  | ISBN 978-88-6420-869-5 |
| 16 | Capitoli - Retrace LXII: "Repose" - Pausa dalla pioggia (雨間?, Amama) - Retrace LXIII: "Purpose" - Gli incaricati (託されたもの?, Takusareta mono) - Retrace LXIV: "Tarantelle" - Le ali nere (黒翼?, Kuro tsubasa) - Retrace LXV: "Collapse" - Cambiamento di scena al buio (暗転?, Anten) |                        |                  |                        |
| 17 | 27 marzo 2012 | ISBN 978-4-7575-3358-5 | 1º marzo 2014    | ISBN 978-88-6420-907-4 |
| 17 | Capitoli - Retrace LXVI: "Jack" - In un giorno di neve (雪の降る日に?, Yuki no furu bi ni) - Retrace LXVII: "Lacie" - Le persone vestite di rosso (紅を纏う者達?, Kurenai wo matou monotachi) - Retrace LXVIII: "Glen" - Colui che la getterà (彼女を堕とすもの?, Kanojo wo otosu mono) - Retrace LXIX: "Alice" - La volontà di Abyss (アヴィスの意志?, Abisu no ishi) - Retrace LXX: "Oz" - La verità (真実?, Shinjitsu)            |                        |                  |                        |
| 18 | 27 luglio 2012 | ISBN 978-4-7575-3682-1 | 2 maggio 2014    | ISBN 978-88-6420-980-7 |
| 18 | Capitoli - Retrace LXXI: "Black Rabbit" - Il giorno in cui sei nato (君の生まれた日?, Kimi no umareta hi) - Retrace LXXII: "Bloody Rabbit" - Catene (鎖?, Kusari) - Retrace LXXIII: "A note" - Arthur Barma (アーサー・バルマ?, Āsā Baruma) - Retrace LXXIV: "Broken Rabbit" - Il palmo vuoto (からっぽな掌?, Karappona tenohira) |                        |                  |                        |
| 19 | 27 novembre 2012 | ISBN 978-4-7575-3584-8 | 3 luglio 2014    | ISBN 978-88-6920-018-2 |
| 19 | Capitoli - Retrace LXXV: "Alone" - La bambola sola (ひとりぼっちの人形?, Hitori bocchi no ningyou) - Retrace LXXVI: "Alice & Oz" - Chi ha perso la strada e il coniglio nero (迷い子と黒うさぎ?, Mayoigo to kuro usagi) - Retrace LXXVII: "Vacant" - L'anima vuota (虚ろな魂?, Utsurona tamashii) - Retrace LXXVIII: "Decision" - La scelta (選択?, Sentaku)                                                                         |                        |                  |                        |
| 20 | 27 maggio 2013 | ISBN 978-4-7575-3585-5 | 2 settembre 2014 | ISBN 978-88-6920-057-1 |
| 20 | Capitoli - Retrace LXXIX: "Falling" - La pioggia che non smette (止まない雨?, Yamanai ame) - Retrace LXXX: "Oscar Vessalius" - Il rifugio illuminato dal sole (日だまりの在り処?, Hidamari no arika) - Retrace LXXXI: "Children" - Chi protegge (護る者?, Mamoru mono) - Retrace LXXXII: "Wish" - La maledizione (呪いの言葉?, Noroi no kotoba) - Extra episode: "It makes all kinds" - Uguali ma diversi (にてひなり?, Nite hinari) |                        |                  |                        |

## Volumi 21–24
| 21 | 27 novembre 2013 | ISBN 978-4-7575-4151-1 | 5 novembre 2014 | ISBN 978-88-6920-159-2 |
| 21 | Capitoli - Retrace LXXXIII: "After the rain" - La chiave (鍵?, Kagi) - Retrace LXXXIV: "Trickster" - Il buffone dai capelli rossi (赤髪の道化?, Akagami no dōke) - Retrace LXXXV: "Reverberate" - L'eco che resta (残響?, Zankyō) - Retrace LXXXVI: "Wager" - Oltre i puntini (点と点の先?, Ten to ten no saki) - Retrace LXXXVII: "Starting point" - La città in cui tutto è cominciato (はじまりの街?, Hajimari no machi) - Extra episode: "Together" - Il corvo con una sola ala (かたはのからす?, Kataha no karasu)                                                 |                        |                 |                        |
| 22 | 26 aprile 2014 | ISBN 978-4-7575-4197-9 | 2 gennaio 2015  | ISBN 978-88-6920-223-0 |
| 22 | Capitoli - Retrace LXXXVIII: "Answer" - La domanda dell'eremita (隠者の問い掛け?, Inja no toikake) - Retrace LXXXIX: "Staccato Drop" - Il rumore di qualcosa che si divide (分かたれる音?, Wakatareru oto) - Retrace XC: "Clocktower" - Il rintocco finale (終わりの鐘?, Owari no kane) - Retrace XCI: "Jury" - L'occhio occulto (潜む瞳?, Hisomu hitomi) - Retrace XCII: "A Story" - Ciascuno di loro (それぞれの?, Sorezore no) |                        |                 |                        |
| 23 | 26 giugno 2015 | ISBN 978-4-7575-4528-1 | 2 dicembre 2015 | ISBN 978-88-6920-589-7 |
| 23 | Capitoli - Retrace XCIII: "Abyss" - La gradinata oscura (闇の階?, Yami no kai) - Retrace XCIV: "Blaze" - La tragedia di Sabriè (サブリエの悲劇?, Saburie no higeki) - Retrace XCV: "Vincent" - L'incubo ricorrente (廻る悪夢?, Mawaru akumu) - Retrace XCVI: "Disagree" - Disaccordo (相反?, Sōhan) - Retrace XCVII: "I am" - La melodia dell'eco (反響の調べ?, Hankyō no shirabe) - Retrace XCVIII: "Reverberate" - Il riverbero (残響?, Zankyō) |                        |                 |                        |
| 24 | 27 giugno 2015 | ISBN 978-4-7575-4529-8 | 2 marzo 2016    | ISBN 978-88-6920-849-2 |
| 24 | Capitoli - Retrace XCIX: "Shade" - Oscurità incolore (無色の闇?, Mushoku no yami) - Retrace C: "Ossia" - La mano che si tende verso la luce (光へと伸ばす手?, Hikari e to nobasu te) - Retrace CI: "Oswald" - Il capolinea (終着点?, Shūchakuten) - Retrace CII: "The Nursery" - La triste canzone della stanza dei bambini (子供部屋の哀歌?, Kodomobeya no aika) - Retrace CIII: "Call your name" - Il coniglio nero di Alice (アリスの黒うさぎ?, Arisu no kuro usagi) - Retrace CIV: "Will" - Un primo pomeriggio dorato (黄金の昼下がりに?, Kogane no hirusagari ni) |                        |                 |                        |